# Pont-Saint-Vincent
Pont-Saint-Vincent és un municipi francès situat al departament de Meurthe i Mosel·la i a la regió del Gran Est. L'any 2007 tenia 2.064 habitants.

## Demografia

### Població
El 2007 la població de fet de Pont-Saint-Vincent era de 2.064 persones. Hi havia 883 famílies, de les quals 283 eren unipersonals (173 homes vivint sols i 110 dones vivint soles), 268 parelles sense fills, 238 parelles amb fills i 94 famílies monoparentals amb fills.
La població ha evolucionat segons el següent gràfic:
Habitants censats

### Habitatges
El 2007 hi havia 967 habitatges, 905 eren l'habitatge principal de la família, 2 eren segones residències i 59 estaven desocupats. 717 eren cases i 248 eren apartaments. Dels 905 habitatges principals, 643 estaven ocupats pels seus propietaris, 231 estaven llogats i ocupats pels llogaters i 31 estaven cedits a títol gratuït; 13 tenien una cambra, 64 en tenien dues, 178 en tenien tres, 281 en tenien quatre i 370 en tenien cinc o més. 554 habitatges disposaven pel capbaix d'una plaça de pàrquing. A 475 habitatges hi havia un automòbil i a 260 n'hi havia dos o més.

### Piràmide de població
La piràmide de població per edats i sexe el 2009 era:
| Homes | Edats   | Dones |
| ----- | ------- | ----- |
| 0     | 95 o +  | 0     |
| 0     | 90 a 94 | 8     |
| 12    | 85 a 89 | 16    |
| 12    | 80 a 84 | 12    |
| 24    | 75 a 79 | 52    |
| 56    | 70 a 74 | 64    |
| 72    | 65 a 69 | 76    |
| 48    | 60 a 64 | 56    |
| 32    | 55 a 59 | 36    |
| 80    | 50 a 54 | 80    |
| 76    | 45 a 49 | 60    |
| 104   | 40 a 44 | 64    |
| 84    | 35 a 39 | 108   |
| 48    | 30 a 34 | 80    |
| 60    | 25 a 29 | 56    |
| 40    | 20 a 24 | 44    |
| 69    | 15 a 19 | 80    |
| 64    | 10 a 14 | 68    |
| 48    | 5 a 9   | 60    |
| 80    | 0 a 4   | 52    |

## Economia
El 2007 la població en edat de treballar era de 1.293 persones, 919 eren actives i 374 eren inactives. De les 919 persones actives 808 estaven ocupades (429 homes i 379 dones) i 110 estaven aturades (62 homes i 48 dones). De les 374 persones inactives 121 estaven jubilades, 137 estaven estudiant i 116 estaven classificades com a «altres inactius».

### Ingressos
El 2009 a Pont-Saint-Vincent hi havia 881 unitats fiscals que integraven 1.997 persones, la mediana anual d'ingressos fiscals per persona era de 17.699 €.

### Activitats econòmiques
Dels 87 establiments que hi havia el 2007, 4 eren d'empreses alimentàries, 2 d'empreses de fabricació de material elèctric, 4 d'empreses de fabricació d'altres productes industrials, 12 d'empreses de construcció, 19 d'empreses de comerç i reparació d'automòbils, 5 d'empreses de transport, 4 d'empreses d'hostatgeria i restauració, 1 d'una empresa d'informació i comunicació, 1 d'una empresa financera, 3 d'empreses immobiliàries, 6 d'empreses de serveis, 15 d'entitats de l'administració pública i 11 d'empreses classificades com a «altres activitats de serveis».
Dels 25 establiments de servei als particulars que hi havia el 2009, 1 era una oficina de correu, 2 tallers de reparació d'automòbils i de material agrícola, 1 autoescola, 6 paletes, 1 fusteria, 1 lampisteria, 1 electricista, 3 empreses de construcció, 3 perruqueries, 3 restaurants, 2 agències immobiliàries i 1 saló de bellesa.
Dels 7 establiments comercials que hi havia el 2009, 1 era un hipermercat, 2 fleques, 1 una fleca, 1 una llibreria, 1 una botiga d'equipament de la llar i 1 una botiga de mobles.
L'any 2000 a Pont-Saint-Vincent hi havia 3 explotacions agrícoles.

## Equipaments sanitaris i escolars
Els 2 equipaments sanitaris que hi havia el 2009 eren farmàcies.
El 2009 hi havia 1 escola maternal i 1 escola elemental. Pont-Saint-Vincent disposava d'un liceu tecnològic amb 175 alumnes.

## Poblacions més properes
El següent diagrama mostra les poblacions més properes.